# Tierra de Mérida - Vegas Bajas
La Comarca de Tierra de Mérida - Vegas Bajas (también denominada Tierras de Mérida - Vegas Bajas, e incluso por vínculos históricos Comarca de Mérida), se sitúa aproximadamente en el centro de Extremadura. Limita al oeste con la comarca de Tierra de Badajoz, al sur con Tierra de Barros y la Campiña Sur, al este con las comarcas de Vegas Altas y La Serena y al norte con los Llanos de Cáceres. La denominada Comarca Tierra de Mérida - Vegas Bajas hace referencia a una zona geográfica por vínculos históricos en consonancia con su partido judicial, aunque no está definida jurídicamente; sin embargo, está promovida por la Diputación de Badajoz y el Ayuntamiento de Mérida, y sus límites tienden a confundirse con los de la Comarca sociocultural y turística de Lácara, ya que muchas poblaciones forman parten de esta denominada comarca, así como con los de Tierra de Badajoz (en consonancia con su partido judicial). Aunque dentro de este espacio reconocemos varias mancomunidades integrales, como la de Vegas Bajas, Municipios Centro y las localidades de la zona Lácara Norte en Lácara - Los Baldíos.
Esta gran comarca engloba dos entidades poco diferenciadas tanto geográfica como socialmente, que componen los dos partidos judiciales. Por un lado la Tierra de Mérida (o Comarca de Mérida), que englobaría a Mérida, como cabeza de partido y capital de la comarca, y los pueblos de alrededor. Por otro lado, se sitúa, la Comarca o subcomarca capitaneada por Montijo (al ser capital de su partido judicial y de su mancomunidad integral de servicios "Vegas Bajas", en la denominada "Lácara Sur"). Actualmente ambos entidades o partidos judiciales aparecen integrados en una misma denominación comarcal, ya que hasta 1988 Montijo pertenecía al Partido judicial de Mérida. En cualquier caso, les une un importante canal fluvial, el río Guadiana, que atraviesa la comarca de este a oeste, desde San Pedro de Mérida hasta Lobón, estableciendo el nudo económico de la región, principalmente agroalimentario.
En la comarca se localiza el parque natural de Cornalvo, en torno a la presa homónima de origen romano, en la que se puede observar el típico bosque mediterráneo de encinas salpicado de suaves praderas y matorrales de jara y romero, característico de la región. También, próximo a Alange se sitúa el embalse de Alange, construido en la desembocadura del río Matachel en el Guadiana, capaz de irrigar las zonas próximas a Mérida.
Los municipios de Tierra de Mérida - Vegas Bajas forman parte, junto con las Vegas Altas, de la gran comarca natural y agrícola de las Vegas del Guadiana, que tradicionalmente se ha subdividido en Alta y Baja; siendo Mérida la "puerta" o nexo de unión que comunica ambas.

## Historia

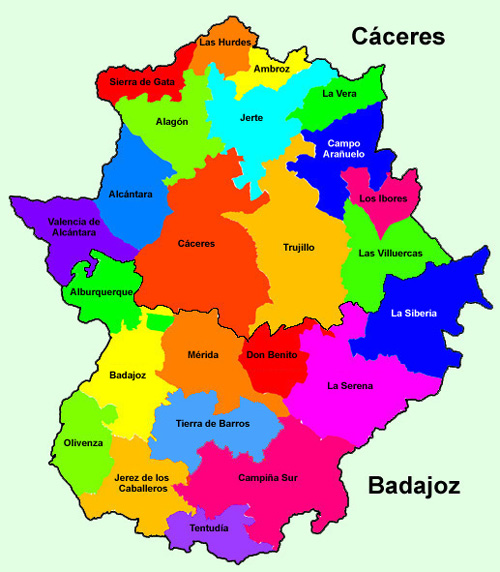
Principales comarcas extremeñas. La Comarca de Mérida (Tierra de Mérida - Vegas Bajas) se subdivide en dos entidades que componen sus respectivos partidos judiciales (Mérida y Montijo). A su vez, está conectada por las Vegas Bajas con la comarca turística y geográfico-histórica de Lácara (no diferenciada en la imagen).

El tradicional Partido judicial de Mérida, que da sentido a la Comarca de Mérida (Tierra de Mérida), asentada en las fértiles tierras agrícolas de las Vegas Bajas (que se integra, a su vez, en la gran comarca natural de la Vegas del Guadiana), dando sentido a la denominación de la actual comarca, diferenciada por los dos partidos judiciales de Mérida y de Montijo, como capitales de sus respectivos partidos judiciales, y cuyas dos entidades comarcales están integradas en una gran comarca.

La denominación de Tierra de Mérida - Vegas Bajas hace alusión a las fértiles tierras agrícolas en las que se enclava históricamente la Comarca de Mérida, actualmente diferenciada en dos denominaciones distintas, a tenor de las cabezas de sus respectivos partidos judiciales (aunque no todos los municipios de la Comarca de las Vegas Bajas coinciden con los del Partido Judicial de Montijo). Por ello, hay que tener en cuenta la órbita de aproximación de algunas localidades en el entorno de la Tierra de Badajoz y su pertenencia al Partido Judicial de Badajoz, de la misma forma que algunas localidades tradicionalmente asentadas en Tierra de Badajoz, por su anterior pertenencia al término municipal de Badajoz, están integradas en la Mancomunidad Integral de Servicios "Vegas Bajas" (Talavera la Real, Pueblonuevo del Guadiana, Guadiana y Valdelacalzada), esto explica la pertenencia de estas localidades al Partido Judicial de Badajoz y tradicionalmente a Tierra de Badajoz, aunque están enclavadas en las fértiles tierras agrícolas de las Vegas Bajas del Guadiana.

## Otros datos
- Altitud media: 294 m.
- Temperatura media anual: 15 - 17,5 °C.
- Precipitaciones medias anuales: 500 - 600 mm.
- Meses de mayor precipitación: diciembre y enero.
- Meses de menor precipitación: julio y agosto.
- Días con temperaturas menores de 0 °C: 10 - 40 días.

## Municipios
Los municipios de la comarca Tierra de Mérida - Vegas Bajas (integradas, a su vez, en la amplia comarca geográfico-histórica de Las Vegas del Guadiana) son los siguientes: 
| Municipio            | Población | Superficie | Densidad | Comarca                                                             | Partido Judicial            | Mancomunidad                                                                 |  |
| -------------------- | --------- | ---------- | -------- | ------------------------------------------------------------------- | --------------------------- | ---------------------------------------------------------------------------- |  |
| Alange               | 1914      | 160,3      | 12,14    | Tierra de Mérida - Vegas Bajas                                      | Partido Judicial de Mérida  | Mancomunidad Integral de Municipios Centro                                   |  |
| Aljucén              | 245       | 19,1       | 12,67    | Tierra de Mérida - Vegas Bajas                                      | Partido Judicial de Mérida  | Mancomunidad Integral de Municipios Centro                                   |  |
| Arroyo de San Serván | 4.258     | 50,1       | 85,31    | Tierra de Mérida - Vegas Bajas                                      | Partido Judicial de Montijo | Mancomunidad Integral de Municipios Centro                                   |  |
| Calamonte            | 6.360     | 7,8        | 805,64   | Tierra de Mérida - Vegas Bajas                                      | Partido Judicial de Mérida  | Mancomunidad Integral de Municipios Centro                                   |  |
| Carmonita            | 557       | 38,9       | 14,73    | Tierra de Mérida - Vegas Bajas                                      | Partido Judicial de Mérida  | Mancomunidad Integral "Lácara-Los Baldíos"                                   |  |
| Cordobilla de Lácara | 974       | 36,9       | 27,02    | Tierra de Mérida - Vegas Bajas                                      | Partido Judicial de Montijo | Mancomunidad Integral "Lácara-Los Baldíos"                                   |  |
| Don Álvaro           | 750       | 32,1       | 23,86    | Tierra de Mérida -Vegas Bajas                                       | Partido Judicial de Mérida  | Mancomunidad Integral de Municipios Centro                                   |  |
| El Carrascalejo      | 79        | 12,8       | 7,27     | Tierra de Mérida -Vegas Bajas                                       | Partido Judicial de Mérida  | Mancomunidad Integral de Municipios Centro                                   |  |
| Esparragalejo        | 1.513     | 16,8       | 93,63    | Tierra de Mérida - Vegas Bajas                                      | Partido Judicial de Mérida  | Mancomunidad I.S. "Vegas Bajas"                                              |  |
| Guadiana             | 2.544     | 30,05      | 84,66    | Vegas Bajas (históricamente a Tierra de Badajoz)                    | Partido Judicial de Badajoz | Mancomunidad I.S. "Vegas Bajas"                                              |  |
| La Garrovilla        | 2.393     | 33,5       | 74,33    | Tierra de Mérida - Vegas Bajas                                      | Partido Judicial de Montijo | Mancomunidad I.S. "Vegas Bajas"                                              |  |
| La Nava de Santiago  | 1.029     | 45,0       | 23,82    | Tierra de Mérida - Vegas Bajas                                      | Partido Judicial de Montijo | Mancomunidad Integral "Lácara-Los Baldíos"                                   |  |
| La Roca de la Sierra | 1.489     | 109,6      | 13,85    | Tierra de Mérida - Vegas Bajas                                      | Partido Judicial de Montijo | Mancomunidad Integral "Lácara-Los Baldíos"                                   |  |
| La Zarza             | 3.622     | 84         | 43,12    | Tierra de Mérida - Vegas Bajas                                      | Partido Judicial de Mérida  | Mancomunidad Integral de Municipios Centro                                   |  |
| Lobón                | 2.866     | 57,6       | 48,56    | Tierra de Mérida - Vegas Bajas                                      | Partido Judicial de Montijo | Mancomunidad I.S. "Vegas Bajas"                                              |  |
| Mérida               | 59.049    | 865,6      | 66       | Tierra de Mérida - Vegas Bajas                                      | Partido Judicial de Mérida  | -                                                                            |  |
| Mirandilla           | 1.346     | 41,6       | 33,08    | Tierra de Mérida - Vegas Bajas                                      | Partido Judicial de Mérida  | Mancomunidad Integral de Municipios Centro                                   |  |
| Montijo              | 16.121    | 119,72     | 134,68   | Tierra de Mérida - Vegas Bajas                                      | Partido Judicial de Montijo | Mancomunidad I.S. "Vegas Bajas"                                              |  |
| Oliva de Mérida      | 1.802     | 254,5      | 7,27     | Tierra de Mérida - Vegas Bajas                                      | Partido Judicial de Mérida  | Mancomunidad Integral de Municipios Centro                                   |  |
| Puebla de la Calzada | 6.002     | 14,2       | 419,93   | Tierra de Mérida - Vegas Bajas                                      | Partido Judicial de Montijo | Mancomunidad I.S. "Vegas Bajas"                                              |  |
| Puebla de Obando     | 1.930     | 23,6       | 83,52    | Tierra de Mérida - Vegas Bajas                                      | Partido Judicial de Montijo | Mancomunidad Integral "Lácara-Los Baldíos"                                   |  |
| San Pedro de Mérida  | 878       | 22,7       | 38,37    | Tierra de Mérida - Vegas Bajas                                      | Partido Judicial de Mérida  | Mancomunidad Integral de Municipios Centro                                   |  |
| Trujillanos          | 1.456     | 20,3       | 70,59    | Tierra de Mérida - Vegas Bajas                                      | Partido Judicial de Mérida  | Mancomunidad Integral de Municipios Centro                                   |  |
| Torremayor           | 1.039     | 21,0       | 48,14    | Tierra de Mérida - Vegas Bajas                                      | Partido Judicial de Montijo | Mancomunidad I.S. "Vegas Bajas"                                              |  |
| Valdelacalzada       | 2.851     | 19,2       | 18,7     | Tierra de Mérida - Vegas Bajas (históricamente a Tierra de Badajoz) | Partido Judicial de Badajoz | Mancomunidad I.S. "Vegas Bajas" y Mancomunidad "Vegas Bajas del Guadiana II" |  |
| Valverde de Mérida   | 1.132     | 52,7       | 21,88    | Tierra de Mérida - Vegas Bajas                                      | Partido Judicial de Mérida  | Mancomunidad Integral de Municipios Centro                                   |  |
| Villagonzalo         | 1.302     | 40,8       | 33,11    | Tierra de Mérida - Vegas Bajas                                      | Partido Judicial de Mérida  | Mancomunidad Integral de Municipios Centro                                   |  |
| Totales              | 131.154   | 2.216      | 138,96   |                                                                     |                             |                                                                              |  |

Dentro de la Comarca Tierra de Mérida - Vegas Bajas encontramos diferentes mancomunidades integrales (Municipios Centro, Vegas Bajas y Lácara - Los Baldíos).

- Talavera la Real y Pueblonuevo del Guadiana pertenecen a la Mancomunidad Integral de Servicios "Vegas Bajas" y a la Comarca de Lácara, aunque por motivos históricos permanecen vinculadas a la Comarca Tierra de Badajoz y al Partido Judicial de Badajoz por su anterior pertenencia al término municipal de Badajoz (como ocurre con Guadiana y Valdelacalzada que pertenecían a su término municipal hasta hace poco); y, sin embargo, están enclavadas en las fértiles tierras agrícolas de las Vegas Bajas del Guadiana. Además, Pueblonuevo del Guadiana también pertenece a la Mancomunidad "Vegas Bajas del Guadiana II", junto a Valdelacalzada.

- Por otra parte, La Roca de la Sierra y Puebla de Obando, pertenecientes a la Comarca de Lácara y al Partido Judicial de Montijo, no están integradas en la Mancomunidad Vegas Bajas, aunque se las considera dentro de la gran comarca Tierras de Mérida - Vegas Bajas, aunque también se la suele vincular con Lácara Norte al integrarse dentro de la Mancomunidad Lácara - Los Baldíos.

- Torremejía es una localidad vinculada con la órbita de la comarca emeritense y su partido judicial, aunque está enclavada en la histórica comarca de Tierra de Barros.

- Entidades Locales Menores pertenecientes a la Comarca Tierra de Mérida - Vegas Bajas: Barbaño (perteneciente al municipio de Montijo) y Guadajira (perteneciente al municipio de Lobón). Además, es reseñable mencionar, también, el poblado o pedanía de Lácara (en Montijo).

## Poblaciones

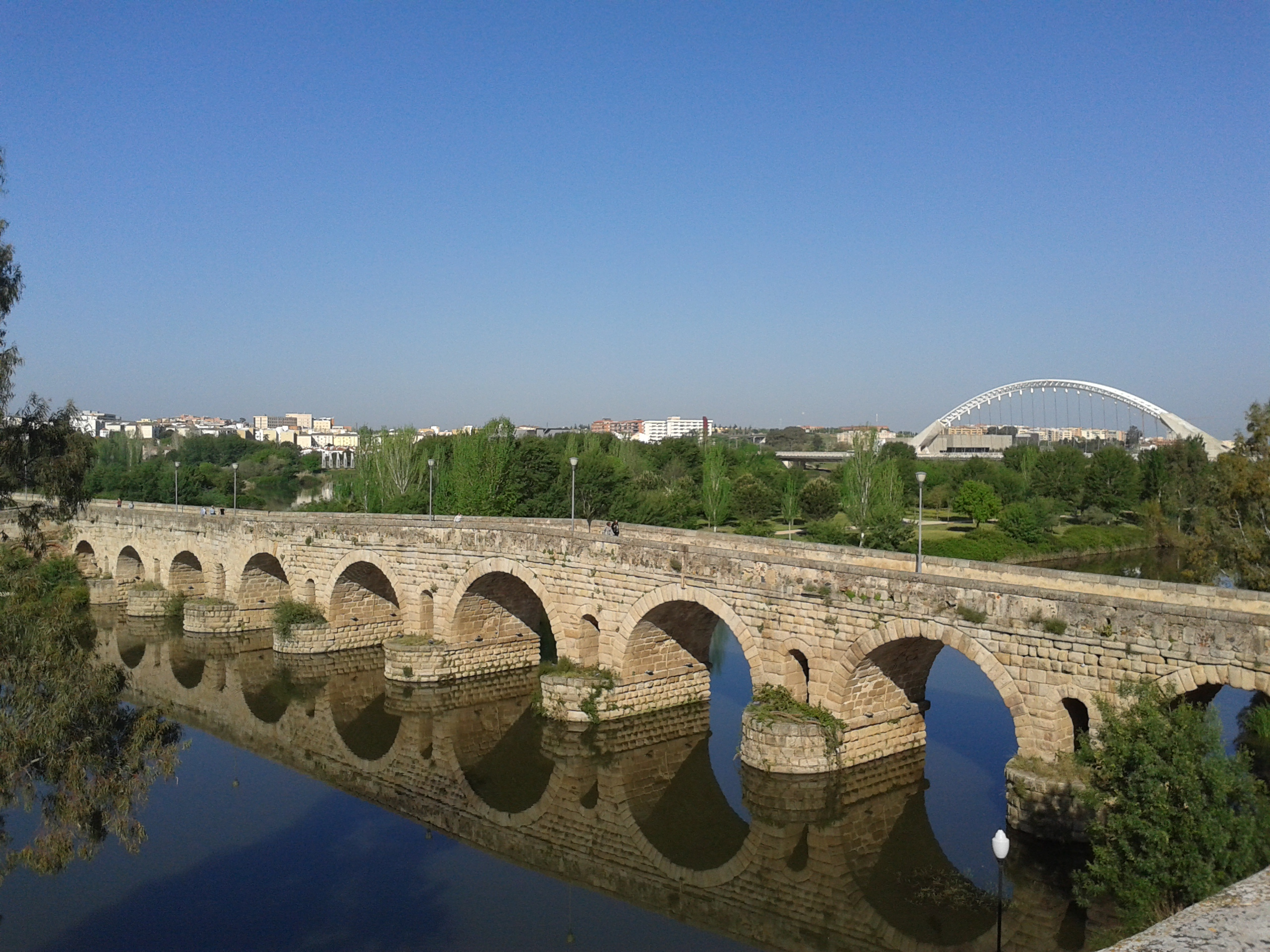
El río Guadiana a su paso por Mérida, capital de la extensa comarca, además de ser capital de su partido judicial.

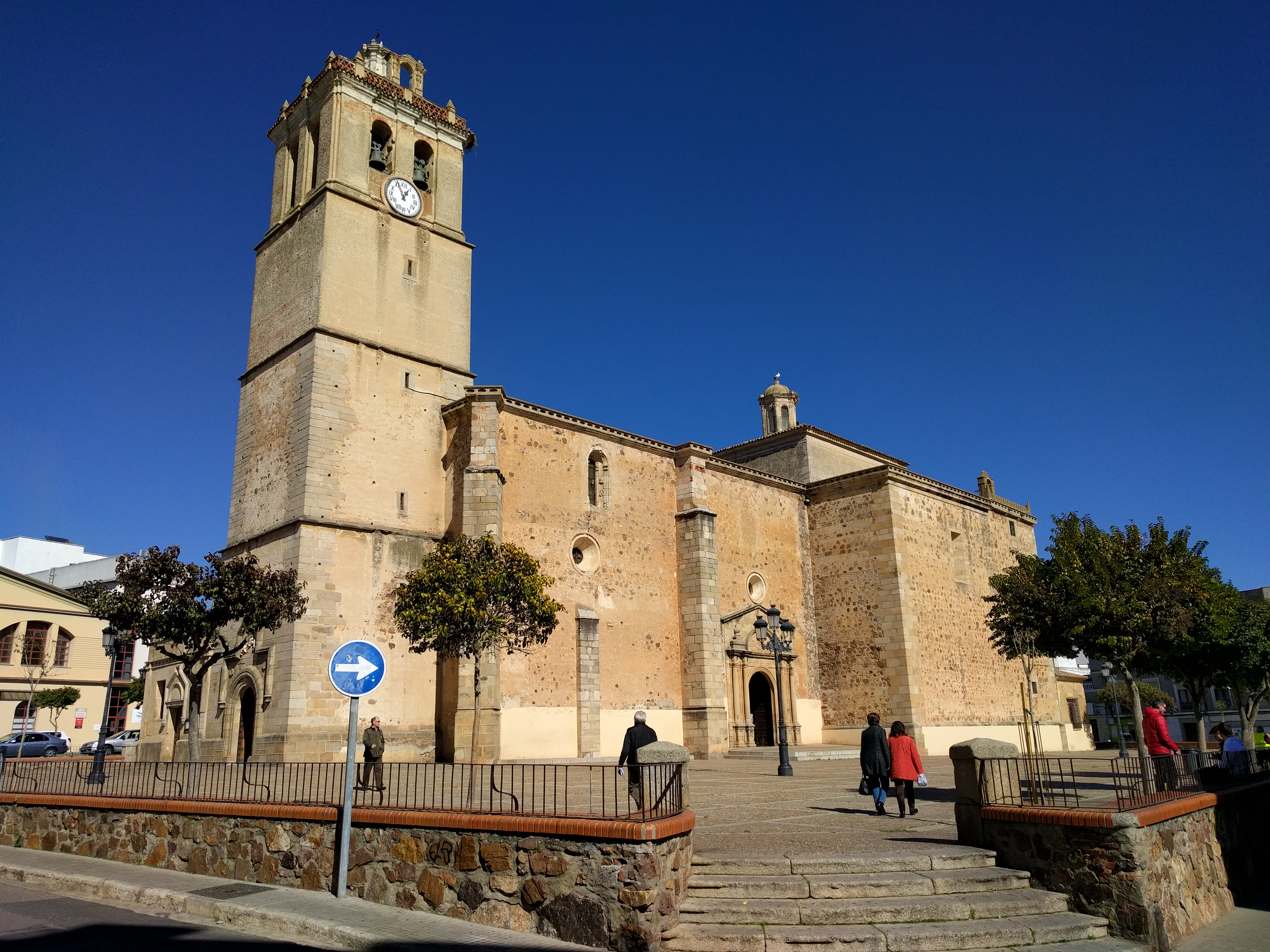
Montijo, capital de la Mancomunidad Integral Vegas Bajas y de su partido judicial.

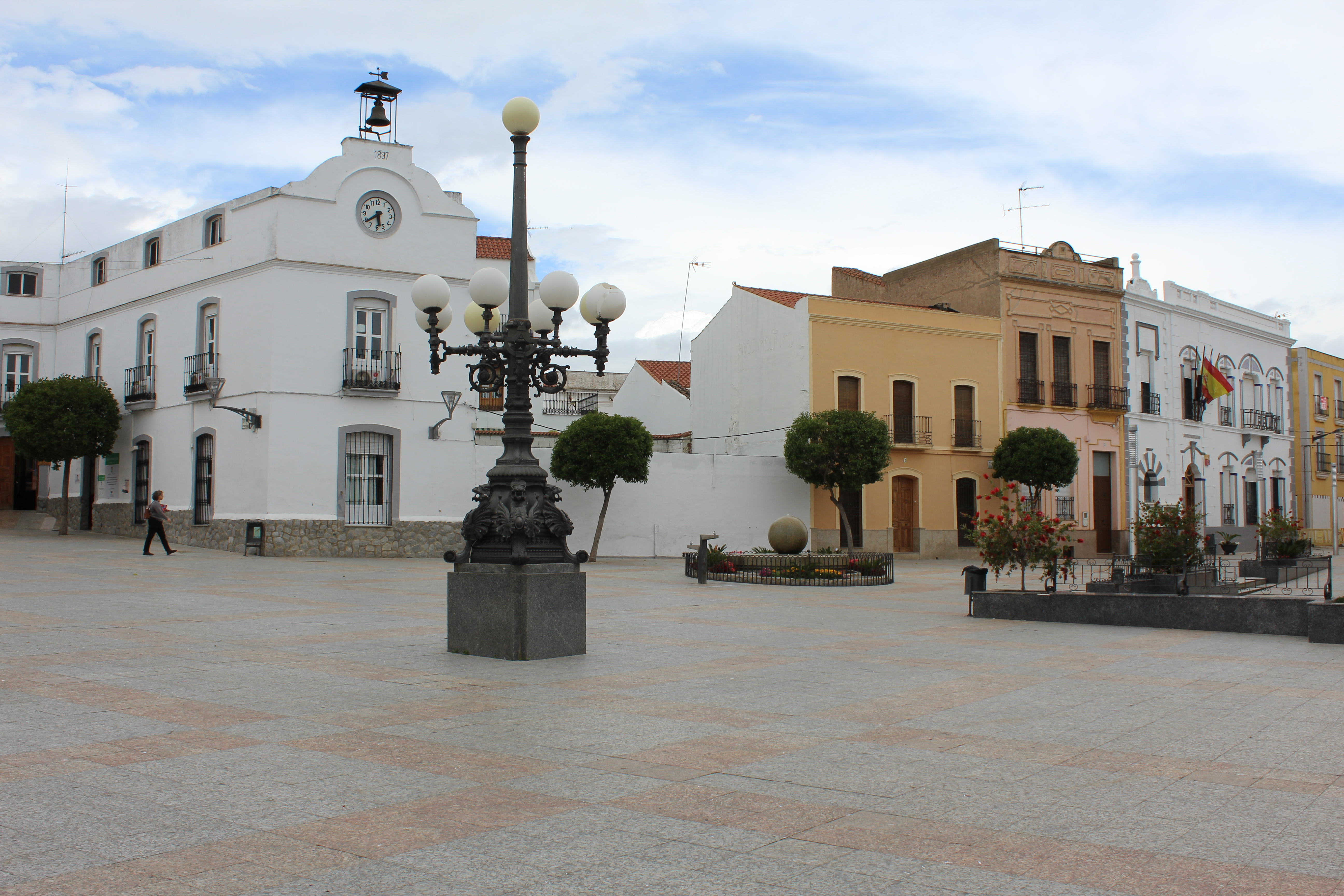
Calamonte, capital de la Mancomunidad Integral de Municipios Centro.

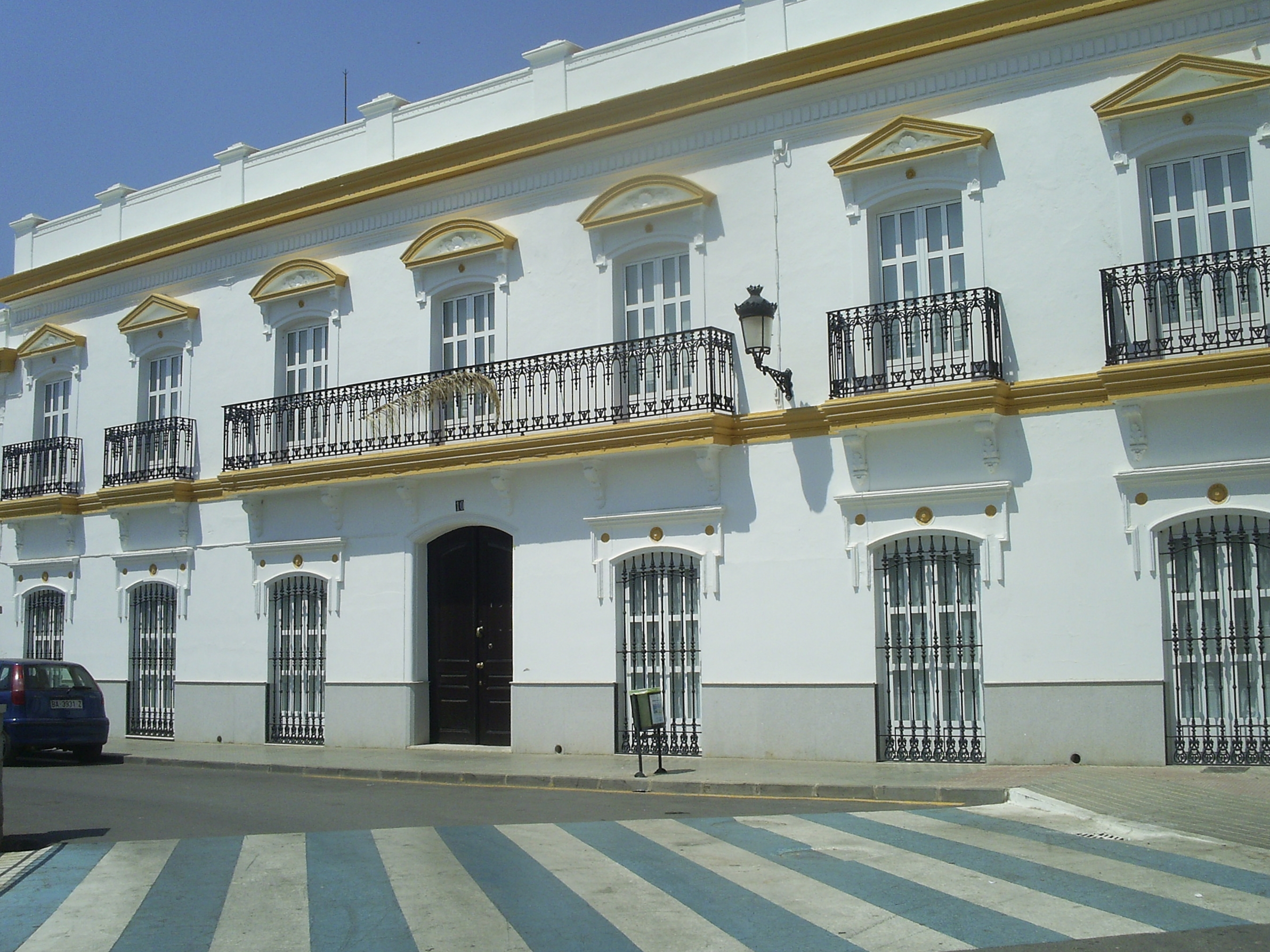
Puebla de la Calzada, localidad sede de la Asociación para el Desarrollo de la Comarca de Lácara.

Con una extensión de casi 2200 km², la población de esta comarca supera los 128.000 habitantes. La conforman las siguientes poblaciones y entidades menores:

Tierra de Mérida-Vegas Bajas está formada por una serie de municipios, agrupados en cuatro espacios claramente definidos: estribaciones meridionales de la Sierra de San Pedro (Puebla de Obando La Roca de la Sierra, Cordobilla de Lácara, Carmonita y La Nava de Santiago); entorno del parque natural de Cornalbo (Aljucén, El Carrascalejo, Mirandilla, Trujillanos y San Pedro de Mérida); depresión central del Guadiana (Montijo, Puebla de la Calzada, Lobón, Guadiana del Caudillo, Valdelacalzada, Torremayor, La Garrovilla, Esparragalejo, Arroyo de San Serván, Calamonte, Mérida, Don Álvaro, Villagonzalo y Valverde de Mérida), y el ámbito de las sierras de Peñas Blancas-La Garza (La Zarza, Alange y Oliva de Mérida). 
- Alange
- Aljucén
- Arroyo de San Serván
- Calamonte
- Carmonita
- Cordobilla de Lácara
- Don Álvaro
- El Carrascalejo
- Esparragalejo
- Guadiana
- La Garrovilla
- La Nava de Santiago
- La Roca de la Sierra
- La Zarza
- Lobón
  - Guadajira
- Mérida
  - Miralrío
  - Proserpina
  - El Vivero
  - Virgen de la Luz
- Mirandilla
- Montijo
  - Barbaño
  - Lácara
- Oliva de Mérida
- Puebla de la Calzada
- Puebla de Obando
- San Pedro de Mérida
- Torremayor
- Trujillanos
- Valdelacalzada
- Valverde de Mérida
- Villagonzalo
- Talavera la Real y Pueblonuevo del Guadiana pertenecen a la Mancomunidad Integral de Servicios "Vegas Bajas" y a la comarca geográfico-histórica de Lácara, aunque históricamente vinculadas a la Comarca Tierra de Badajoz, por su anterior pertenencia al término municipal de Badajoz, como ocurre con Guadiana del Caudillo y Valdelacalzada, enclavadas en las fértiles tierras agrícolas de las Vegas Bajas del Guadiana. Por eso, estas localidades pertenecen al Partido Judicial de Badajoz.
- Torremejía es una localidad vinculada con la órbita de la comarca emeritense y su partido judicial, aunque está enclavada en la histórica comarca de Tierra de Barros.